# Duna Aréna
Duna Aréna – kryty obiekt pływacki w Budapeszcie, stolicy Węgier. Został otwarty 21 lutego 2017 roku. Pojemność obiektu wynosi 5300 widzów.
Plany budowy nowego basenu związane były z przyznaniem w 2013 roku Budapesztowi organizacji mistrzostw świata w pływaniu w 2021 roku. W międzyczasie, w 2015 roku z organizacji mistrzostw w 2017 roku wycofała się Guadalajara. Budapeszt zdecydował się przejąć rolę gospodarza zawodów w 2017 roku, zamiast organizacji tych zawodów w 2021 roku, co wymusiło przyspieszenie realizacji nowej pływalni.
Budowa basenu rozpoczęła się 14 maja 2015 roku, a oddanie do użytku miało miejsce 21 lutego 2017 roku. Obiekt powstał nad brzegiem Dunaju, przy kąpielisku Dagály fürdő. Autorem projektu była pracownia architektoniczna NAPUR architect, a głównym wykonawcą przedsiębiorstwo Market Zrt.
Główna hala obiektu mieści dwa baseny, jeden 10-torowy o długości 50 m i drugi, o wymiarach 21 × 25 m i głębokości 5 m, z wieżą do skoków do wody. Trybuny znajdujące się po obu stronach tej hali mogą pomieścić 5300 widzów. W obiekcie znajduje się także 50-metrowy basen rozgrzewkowy, basen dziecięcy o wymiarach 8 × 12,5 m oraz jacuzzi. Początkowo, w związku z organizacją pływackich mistrzostw świata, do areny dobudowane były konstrukcje z dodatkowymi rzędami trybun, powiększające pojemność obiektu do 15 000 widzów. Przed udostępnieniem basenu dla mieszkańców w lipcu 2018 roku, konstrukcje te zostały zdemontowane.
Poza mistrzostwami świata w pływaniu w 2017 roku (w Duna Arénie w ramach tych mistrzostw odbyły się zawody pływackie oraz skoki do wody) obiekt był areną wielu innych znaczących imprez pływackich, m.in. mistrzostw Europy w pływaniu (2020), mistrzostw Europy w piłce wodnej (2020), mistrzostw świata juniorów w pływaniu (2019) czy mistrzostw świata juniorów w pływaniu synchronicznym (2018). Duna Aréna gościła również zawody z cyklu Pucharu Świata oraz International Swimming League, a także turnieje finałowe Ligi Mistrzów w piłce wodnej i Ligi Światowej w piłce wodnej oraz krajowe mistrzostwa pływackie. W 2018 roku w obiekcie odbyły się także młodzieżowe mistrzostwa świata w boksie.